# Cavaleiro sem cabeça

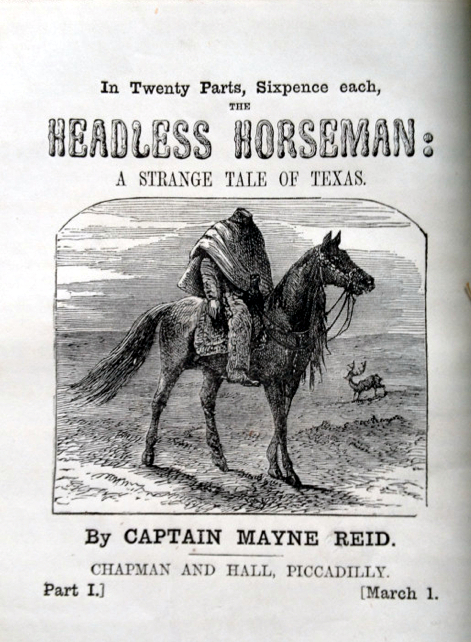
Capa para a versão da lenda de Mayne Reid, publicada em 1865

O cavaleiro sem cabeça é um tópico do folclore europeu desde pelo menos a Idade Média. O cavaleiro sem cabeça é tradicionalmente descrito como um homem montado num cavalo que está sem a sua cabeça. Dependendo da versão, ele está carregando-a na mão ou está completamente sem ela, procurando-a. A lenda ganhou popularidade internacional graças ao conto The Legend of Sleepy Hollow de Washington Irving, de 1820.